# ريتشارد ستانلي بيترز
ريتشارد ستانلي بيترز (31 أكتوبر 1919 - 30 ديسمبر 2011) كان فيلسوفًا إنجليزيًا. ينتمي عمله بشكل أساسي إلى مجالات النظرية السياسية وعلم النفس الفلسفي وفلسفة التربية.